# Maja Ostaszewska

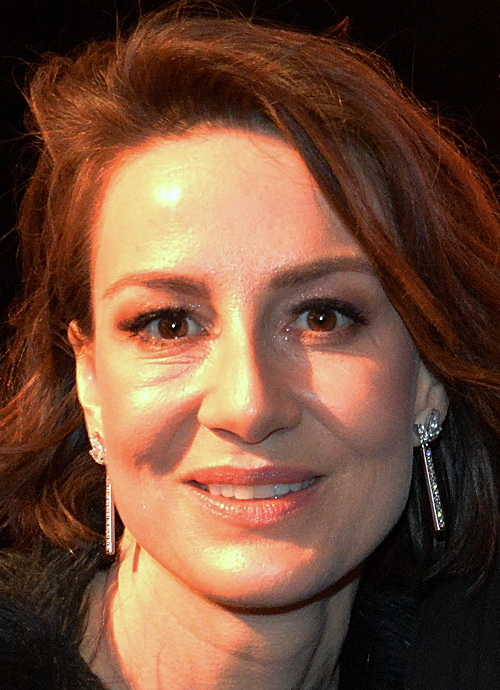
Maja Ostaszewska (2018)

Maja Ostaszewska (* 3. September 1972 in Krakau) ist eine polnische Schauspielerin.
Maja Ostaszewska ist die Tochter des Musikers Jacek Ostaszewski. Sie schloss 1996 ihre Schauspielausbildung an der Staatlichen Schauspielschule PWST Krakau ab. Seit der Beendigung ihres Studiums arbeitet sie vor allem am Warschauer Teatr Rozmaitości, wo sie mit den Regisseuren Krystian Lupa, Krzysztof Warlikowski und Grzegorz Jarzyna zusammenarbeitet.
Noch während ihrer Schauspielausbildung spielte sie 1993 eine kleine Rolle in Steven Spielbergs Schindlers Liste. Ihr eigentliches Filmdebüt hatte sie 1997 mit dem Fernsehfilm Przystan. Für diese Rolle erhielt sie gleich den Preis der besten Schauspielerin auf dem Polnischen Filmfestival 1998 in Gdynia. Diesen Erfolg konnte sie mit der Rolle der Nonne Leonia an der Seite von Andrzej Seweryn und Zbigniew Zamachowski in Teresa Kotlarczyks Film Prymas über das Leben von Kardinal Stefan Wyszyński im Jahr 2000 wiederholen. Neben der Kino- und Theaterarbeit tritt sie auch in Fernsehserien auf. Seit dem 11. August 2007 ist sie Mutter eines Sohnes. 2007 spielte sie die weibliche Hauptrolle in Andrzej Wajdas oscarnominierten Film Das Massaker von Katyn.

## Filmografie (Auswahl)
- 1993: Schindlers Liste (Schindler’s List)
- 2000: Prymas
- 2002: Der Pianist (The Pianist)
- 2007: Das Massaker von Katyn (Katyń)
- 2011: Der Tod im Kreis (Uwiklanie)
- 2013: Im Namen des … (W imie...)
- 2014: Jack Strong
- 2015: Body
- 2015: Panie Dulskie
- 2016: Pitbull. Nowe porządki
- 2016: Pitbull. Niebezpieczne kobiety
- 2016–2017: Druga szansa (Fernsehserie, 30 Episoden)
- 2017–2019: Diagnoza (Fernsehserie, 52 Episoden)
- 2018: 7 uczuć
- 2019: (Nie)znajomi
- 2020: Magnezja
- 2020: Der Masseur (Never Gonna Snow Again)
- 2021: Tesciowie
- 2021: The Office PL (Fernsehserie, Episode 1x03)
- 2021: Klangor (Fernsehserie, 7 Episoden)
- 2022: Broad Peak
- 2022: Jak pokochalam gangstera
- 2023: Green Border (Zielona granica)
- 2023: Tesciowie 2
- 2024: Farben des Bösen – Rot (Kolory zla. Czerwien)
- 2025: Projekt UFO (Fernsehserie, 4 Episoden)